# Эдквист, Дагмар
Дагмар Ингеборг Эдквист, урождённая Янссон (швед. Dagmar Ingeborg Edqvist; 20 апреля 1903, Висбю — 21 января 2000, Лулео) — шведская писательница.

## Биография и творчество
Дагмар Янссон родилась в 1903 году в Висбю. Её родителями были Яльмар Янссон, преподаватель истории, и его жена Херманна Крокстедт. Дагмар училась частным образом в Стокгольме, а в 1923 году вышла замуж за Торгни Эдквиста, учителя в Висбю. После замужества она продолжила обучение, в том числе во Франции в 1927 году. В 1932 году супруги переехали в Мальмё, где в 1934 году родилась их дочь Сюзанна. В 1964 году муж Дагмар умер; в 1969 году она вновь вступила в брак, с этнологом Улофом Хасслёфом.
Первый роман Дагмар Эдквист, «Kamrathustru», был издан в 1932 году. В нём писательница, в духе тенденций времени, создавала образ современной женщины, требующей равноправия и свободы в браке. В своих последующих произведениях Эдквист продолжала разрабатывать тематику, изображая персонажей-женщин сильными, независимыми и владеющими определённой профессией, что даёт им основание притязать на равенство с коллегами-мужчинами. В 1930-х — 1940-х годах Дагмар Эдквист была одним из самых читаемых авторов в Швеции; её произведения переводились на ряд иностранных языков.
В общей сложности Дагмар Эдквист является автором 24 романов, которые можно разделить на три тематические группы. Первая включает книги, посвящённые отношениям между мужчинами и женщинами и проблеме равенства полов. Вторая связана с африканской тематикой: в 1956 году Эдквист посетила Танзанию, где её подруга Барбро Юханссон была миссионером, после чего ещё не раз возвращалась туда и создала пять романов об Африке. Наконец, третью группу составляют исторические романы, в том числе написанная в конце 1960-х — начале 1970-х годов трилогия о Готланде эпохи Средневековья («Mannen från havet», «Mannen som kom hem» и «Människor på en ö»), по мотивам которой впоследствии была создана театральная пьеса. Последний роман писательницы, «Vänta på vind» (1985), также был написан на исторический сюжет. Несколько романов Эдквист впоследствии были экранизированы, в том числе «Kamrathustru», «Fallet Ingegerd Bremssen» и «Rymlingen fast». По роману «Musik i mörker» Ингмар Бергман снял в 1948 году фильм «Музыка в темноте».
Дагмар Эдквист умерла в 2000 году.